# Abdij van Montpeyroux

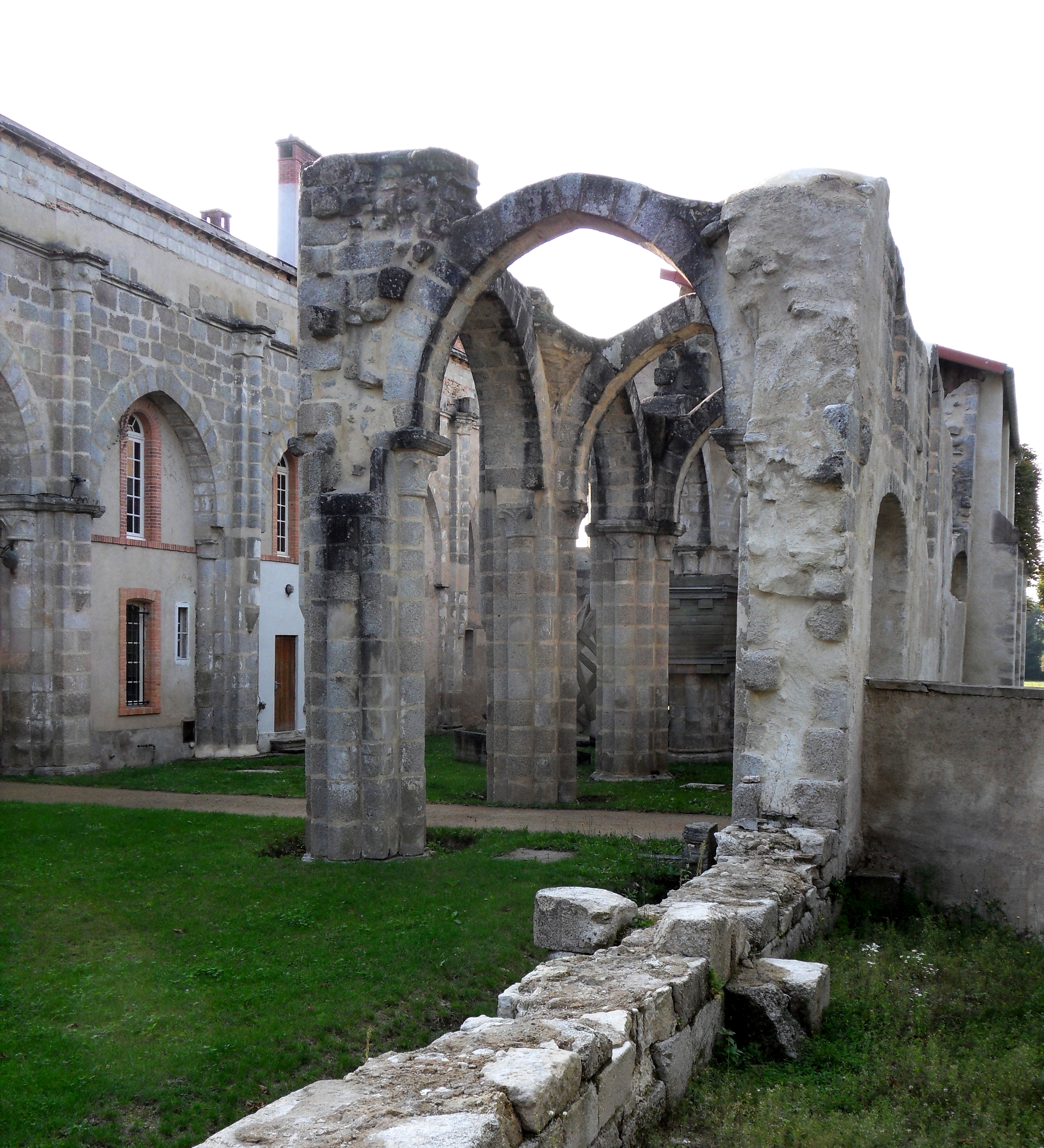
Restanten van de abdij

De Abdij van Montpeyroux (Frans: abbaye de Montpeyroux) was een abdij van de cisterciënzers in Frankrijk. De abdij ligt in de gemeente Puy-Guillaume in het departement Puy-de-Dôme in de regio Auvergne-Rhône-Alpes ongeveer twaalf kilometer ten noorden van Thiers aan de rechteroever van de Credogne.

## Geschiedenis
Het klooster werd in 1126 door Foulques de Jaligny als dochterklooster van de Abdij van Bonnevaux gesticht. De abdij was zelf het moederklooster van de Abdij van Bellaigue. De kerk werd in 1175 gewijd door bisschop Pons van Clermont, voorheen monnik uit de Abdij van Cîteaux . De abdij werd door de graven van Auvergne en Forez rijkelijk ingericht. De rijkdommen wekten hebzucht op en gedurende de Honderdjarige Oorlog werd de abdij herhaaldelijk geplunderd. In 1467 legerde de hertog van Monpensier Louis de Bourbon er een garnizoen en verdreef de monniken. Tijdens de Hugenotenoorlogen werd de abdij opnieuw geplunderd. In 1685 werd de abdij in brand gestoken en daarna zonder kruisgang herbouwd. In 1791 werd de abdij tijdens de Franse Revolutie opgeheven.

## Restanten
Van de abdij resteren nog een deel van het schip, de noordelijke zijbeuk van de kerk en vijf traveeën die het gewelf ondersteunden. De kerk werd in de stijl die zo kenmerkend is voor Auvergne, verbouwd. Het priesterkoor en het transept zijn helemaal verdwenen. De kloostergebouwen en het huis van de abt dateren uit de achttiende eeuw. Een piëta uit de kerk hangt tegenwoordig in de kerk van Puy-Guillaume. De gemeente verwierf de gebouwen in 2000 en gebruikt en verhuurt de begane grond als feestzaal.